# 더 세노타프

더 세노타프

더 세노타프(영어: The Cenotaph)는 잉글랜드 런던 화이트홀에 있는 전쟁 기념물이다. 에드윈 루티언스 경이 설계했으며, 1920년 제1차 세계 대전에서 전사한 영국과 대영 제국의 전사자를 기리는 영국의 국립 기념비로 공개되었고, 1946년 제2차 세계 대전의 전사자를 포함하기 위해 재봉헌되었으며, 그 이후로 해당 전쟁과 그 이후의 갈등으로 인한 영연방의 사상자를 상징하게 되었다. 세노타프라는 단어는 '빈 무덤'을 의미하는 그리스어에서 유래했다. 대부분의 사망자는 쓰러진 곳 근처에 묻혔기 때문에 더 세노타프는 그들의 부재를 상징하며 대중 애도의 중심지로 여겨진다. 원래 임시 더 세노타프는 제1차 세계 대전 종전을 기념하는 퍼레이드를 위해 1919년에 세워졌으며, 프랑스와 미국 군인을 포함한 15,000명이 넘는 군인이 기념물에게 경례했다. 퍼레이드가 있은 지 일주일 만에 백만 명이 넘는 사람들이 이곳을 방문했다.
더 세노타프를 영구적인 형태로 재건축하라는 요구가 거의 즉시 시작되었다. 약간의 논의 후 정부는 동의했고 1920년 5월에 공사가 시작되었다. 루티언스는 엔타시스를 추가했지만 그 외에는 최소한의 디자인 변경만 했다. 더 세노타프는 포틀랜드석으로 지어졌다. 직사각형 탑 꼭대기에 무덤 상자가 있는 형태이며 올라갈수록 작아진다. 긴 면 각각에 세 개의 깃발이 걸려 있다. 기념물은 간소하며 장식이 거의 없다. 영구적인 더 세노타프는 1920년 11월 11일 조지 5세에 의해 웨스트민스터 사원에 안장될 신원 불명의 영국 군인인 무명 용사의 송환과 함께 의식을 통해 공개되었다. 공개 후 수백만 명이 더 세노타프와 무명 용사를 방문했다. 이 기념물는 대중의 찬사를 받았고 학자들의 찬사를 받았지만 일부 기독교 단체는 공공연한 종교적 상징성이 부족하다고 비난했다.
더 세노타프는 공개된 이후로 존경을 받아왔고, 국가적으로 중요한 곳이지만 여러 정치적 시위의 현장이 되었고 21세기에 두 번이나 스프레이 페인트로 훼손되었다. 추모의 일요일에 매년 이곳에서 추모식이 거행된다. 또한 다른 추모 행사도 이곳에서 열린다. 더 세노타프는 1급 사적 건물이다. 수십 개의 복제품이 영국과 다른 영연방 국가에서 건설되었다. 제1차 세계 대전 기념물에 대한 설정되거나 합의된 표준은 없었지만 더 세노타프는 그러한 구조물에 가장 영향력 있는 모델 중 하나로 입증되었다. 루티언스는 화이트홀에 있는 더 세노타프와 공통된 특징을 공유한 다른 여러 세노타프를 설계했다. 세노타프는 여러 예술 작품의 주제가 되었고 소설과 여러 시를 포함한 여러 문학 작품에 등장했다. 기념물에 대한 대중의 찬사 덕분에 루티언스는 국민적 인물이 되었고, 영국 왕립 건축가 협회는 1921년에 그에게 왕립 금메달을 수여했다. 그 후 몇 년 동안 그는 많은 시간을 전쟁기념물 제작에 바쳤다.